# Niżnia Magura
Niżnia Magura (słow. Nižná Magura) – szczyt o wysokości 1919 m n.p.m. w słowackich Tatrach Zachodnich w grani Otargańców oddzielających Dolinę Raczkową od Doliny Jamnickiej. Znajduje się w tej grani pomiędzy wyższym z wierzchołków Ostredoka (1714 m) a Pośrednią Magurą (2050 m). Zbudowany jest z granodiorytów rohackich, ma skalisty wierzchołek i strome, górą trawiasto-kamieniste zbocza.

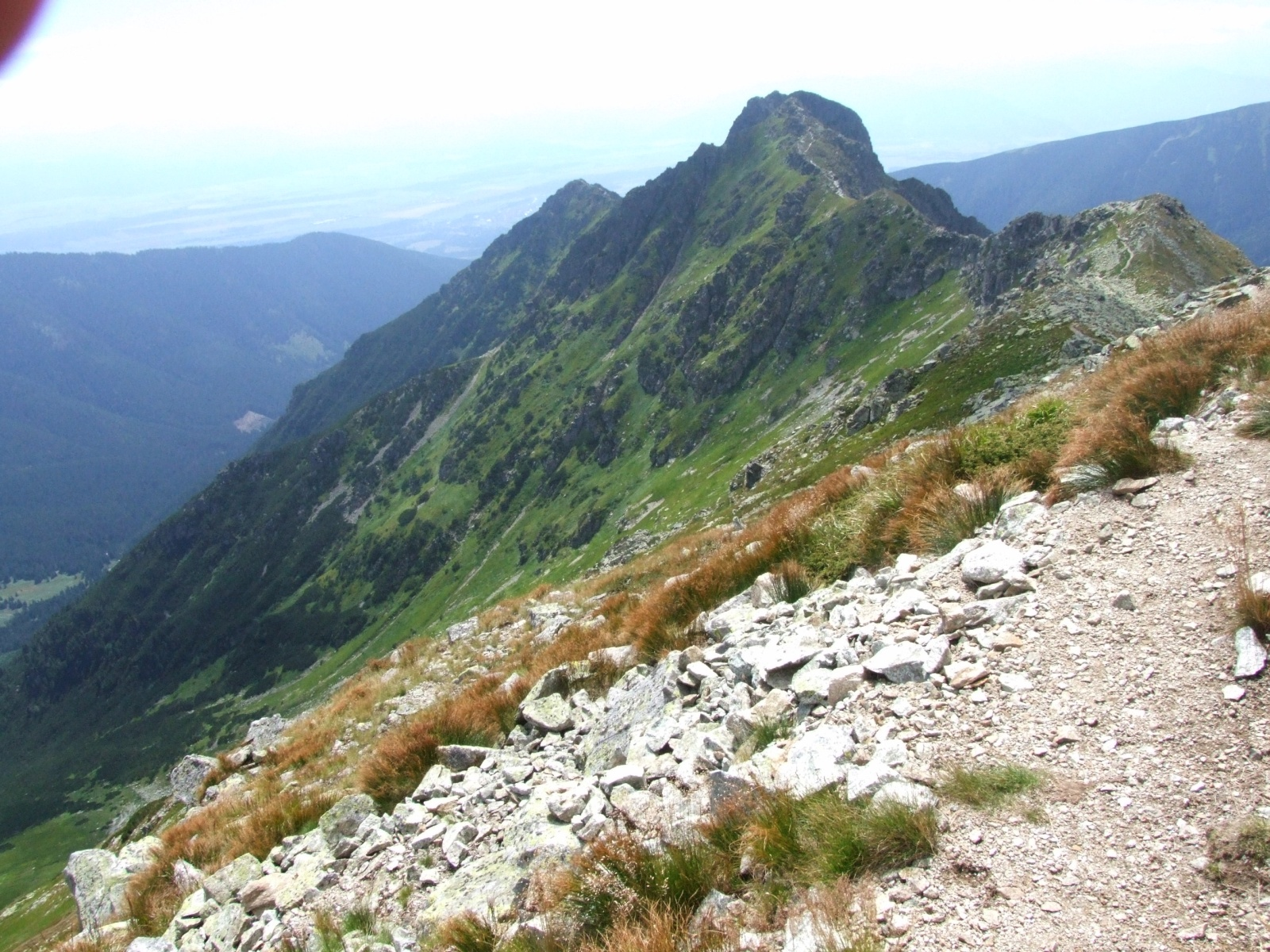
Niżnia Magura i Pośrednia Magura

Z Ostredoka i całej grani Otargańców rozległe widoki na Barańce, Smrek, Rohacze i grań Bystrej. Szlak prowadzący granią Otargańców nie sprawia trudności technicznych, jest jednak dość wyczerpujący ze względu na dużą liczbę podejść (suma wzniesień 1440 m). Omija on od wschodu wierzchołek Niżniej Magury. Grań pomiędzy szczytem Niżniej i Pośredniej Magury jest postrzępiona, występuje w niej kilka garbów. We wschodnich zboczach Niżniej Magury (od strony Doliny Raczkowej) znajduje się dość przestronna Niżnia Kotlina.
Słowo magura występuje w języku rumuńskim i słowackim i oznacza górę, szczyt, wzgórze, ale czasami także polanę, las, osiedle. Rozpowszechnione zostało w nazewnictwie Karpat przez pasterski lud Wołochów. Istnieje więcej gór mających nazwę Magura.
W 1929 r. na zachodnich zboczach Niżniej Magury urządzono w budynku dawnej gajówki schronisko turystyczne. Obecnie budynek ten już nie istnieje.

## Szlaki turystyczne
– niebieski szlak z autokempingu „Raczkowa” dnem Doliny Wąskiej na Niżnią Łąkę, potem zielony biegnący granią Otargańców.
- Czas przejścia z autokempingu na Niżnią Łąkę: 30 min w obie strony
- Czas przejścia z Niżniej Łąki na Jarząbczy Wierch: 4:10 h, ↓ 3:15 h.